# Silvio Mizzi
Silvio Mizzi (fl. XX secolo) è stato un dirigente sportivo, allenatore di calcio e calciatore maltese, di ruolo attaccante.

## Carriera
L'attaccante Silvio Mizzi è stato il primo calciatore straniero nella storia della Lazio in quanto di nazionalità maltese. Dotato di un fisico imponente, al centro dell'attacco biancoceleste Mizzi segna diverse reti e milita in squadra dal 1906 al 1912, vincendo in quegli anni numerosi trofei come la Coppa Tosti e la Coppa Baccelli, contribuendo in maniera importante a conservare il primato della Lazio su tutte le altre compagini capitoline. Nella stagione 1907-08 riveste anche il ruolo di allenatore-giocatore, affiancando il tecnico Guido Baccani.
Una volta ritiratosi dal calcio giocato rimane in società ricoprendo diversi ruoli dirigenziali e tecnici, difatti nella stagione 1923-24 diventa, insieme a Carlo Maranghi, vice-allenatore della formazione laziale, guidata ancora da Baccani.

## Curiosità
Mizzi soffriva di un disturbo al ginocchio che lo costringeva a fermarsi durante gli scatti per rimettere a posto manualmente la rotula che, sotto sforzo, fuoriusciva dalla sua sede naturale.

## Palmarès

### Giocatore

#### Competizioni regionali
- Campionato Romano: 1

Lazio: 1907

#### Competizioni nazionali
- Terza Categoria: 3

Lazio: 1909-1910, 1910-1911, 1911-1912